# Мехді Аббасов
Мехді Аббасов — національний герой Азербайджану, учасник Карабаськоі війни, майстер спорту СРСР.

## Життя
Мехді Аббасов народився 1 січня 1960 року в селі Єнійол Амасійського району Західного Азербайджану (Вірменія).
Мехді було 11 років, коли вся його сім'я під натиском вірменських націоналістів вимушено переїхала до Казахстану. Вони поселилися в селі Кулан Тюлькубаського району.
В 1980 році Мехді подав документи до Підготовчого відділу Чимкентського педагогічного інституту. Через рік він вступив до Карагандинського педагогічного інституту. Мехді закінчив навчання в 1985 році, отримавши диплом вчителя початкової військової підготовки і фізичної культури. Після розподілу фахівців він поїхав викладати в школі села Мічурин Тюлкубаського району.
За виконання спортивних норм з класичної боротьби (гюляш) Мехді отримав звання «Майстра спорту СРСР». В листопаді 1989 року за рішенням Комітета Тюлькубаського району Казахської РСР він був призначений на службу до Правоохоронних органів . В 1989-1990 рр. Мехді став випускником Ставропольських вищих курсів Міністерства внутрішніх справ СРСР, пізніше продовжив свою кар'єру на посаді дільничого в Департаменті Внутрішніх Справ Ендбейшинського району.
28 червня 1991 року Мехді призначили на службу до правоохоронних органів Міністерства Внутрішніх справ Азербайджанської Республіки на посаду старшого лейтенанта. Тут він дослужився до командира роти загону міліції особливого призначення Міністерства внутрішніх справ Азербайджанської Республіки.

### Участь у війні
За хоробрість Аббасов Мехді отримав прізвисько «Михайло». 4 рази був нагороджений премією Міністерства внутрішніх справ Азербайджанської Республіки. 13 січня 1992 року відбувся останній бій «Михайла». Йшла запекла боротьба за пост Мелікджан, Мехді, як завжди, сражався в перших рядах. В цьому бою снайперська куля потрапила йому в голову. Бойовий товариш зміг вивести його із небезпечної зони, але було пізно.

### Сім'я
Був неодружений

## Пам'ять
Наказом Президента Азербайджанської Республіки #831 від 6 червня 1992 р. старший лейтенант Аббасов Мехді Юсіф огли посмертно удостоєний звання «Національного Героя Азербайджану».
Похований на алеї Героїв війни в Баку. Село Рушан в Ісмаїлли нині носить його ім'я і зветься «Мехдікенд». Одна з головних вулиць Ісмаїлли також носить його ім'я .
В 2018 році в Ісмаїлли презентували фільм «Особливе призначення», присвячений життю та бойовому шляху Мехді Аббасова.